# Kanojo ga Flag o oraretara
Kanojo ga Flag o oraretara (彼女がフラグをおられたら, Kanojo ga Furagu o oraretara, litt. « Si son drapeau à elle se brise »), aussi connu sous le nom Gaworare (がをられ, Gaworare), est une série de light novel écrite par Tōka Takei (ja) et illustrée par Cuteg (ja). Kōdansha a publié seize volumes entre décembre 2011 et septembre 2016.
Une adaptation en manga et deux spin-off sont publiées dans des magazines de Kōdansha. Une adaptation en série télévisée d'animation par le studio Hoods Entertainment est diffusé pour la première fois au Japon entre le 7 avril et le 30 juin 2014 ; Anime Digital Network diffusait la série sous le titre Flag Story pour les territoires francophones en Europe.

## Synopsis
Sōta Hatate, un nouvel étudiant transféré à l'académie Hatagaya, a la capacité de voir l'avenir de ceux qui l'entourent sous la forme de drapeaux. Il est capable d'affecter ces drapeaux en fonction de ses interactions avec la personne en question. Il finit par vivre dans un petit dortoir avec beaucoup de belles filles. Quand Sōta s'aperçoit qu'il a un drapeau de la mort sur la tête, il apprend que pour pouvoir changer son destin, il doit trouver et réunir quatre personnes : une princesse guerrière, une magicienne, une prêtresse et une shinobi.

## Personnages
Sōta Hatate (旗立 颯太, Hatate Sōta)
Voix japonaise : Ryōta Ōsaka (ja)
Sōta est un étudiant transféré à l'académie Hatagaya qui a la capacité de voir le destin des gens qui l'entourent sous la forme de drapeaux sur la tête. Il peut « briser » les drapeaux en fonction de ses actions et ainsi changer le destin des personnes qui l'entourent. Plusieurs semaines avant le début de la série, il était le seul survivant du Premium Ambriel (プレミアム・アンブリアル, Puremiamu Anburiaru), un bateau de croisière qui a coulé. C'est à ce moment-là qu'il a acquis la capacité de voir et de modifier les drapeaux de Sakura, qui a joué à un jeu d'échecs avec lui pendant la croisière. Il finit par vivre dans le dortoir des quêtes (クエスト寮, Kuesuto Ryō) avec plusieurs belles filles. Dans l'anime, il cherche sa sœur qui était également à bord du Premium Ambriel ; la sœur se révélera plus tard être Nanami. Il est un membre de la famille Bladefield, le petit frère de Nanami et l'aîné de Hakua, révélant ainsi qu'il s'appelle Sōta Bladefield.
Nanami Knight Bladefield (菜波・K・ブレードフィールド, Nanami Naito Burēdofīrudo)
Voix japonaise : Ibuki Kido (ja)
La treizième princesse de Bladefield, une petite principauté d'Europe. Quand elle se présente à Sōta, elle n'a pas de drapeau qui se lève comme les autres personnages. Elle montre un certain intérêt pour la capacité de ce dernier, et sert de « princesse guerrière » dans son groupe. Dans l'anime, elle se révèle être la grande sœur de Sōta et la fille d'Elia Bladefield.
Akane Mahōgasawa (魔法ヶ沢 茜, Mahōgasawa Akane)
Voix japonaise : Ai Kayano
Akane est la petite-fille du fondateur de la célèbre Fondation Mahōgasawa. Elle arbore un drapeau d'amitié qui réapparaît peu importe le nombre de fois où Sōta essaie de le briser, et devient la « magicienne » du groupe de Sōta. Quand elle était plus jeune, elle était séparée de son tout premier ami par ses gardiens, qui disaient que la différence entre leurs classes était pitoyable. En conséquence, elle tente de « sauver » Sōta et de racheter son amitié brisée. Elle est la première parmi les colocataires du dortoir des quêtes à brandir un drapeau de la mort, que Sōta transforme en un drapeau d'amour d'une « route conquise » en l'embrassant. Elle tombe par la suite amoureuse de ce dernier. Dans l'anime, l'incident du drapeau de la mort d'Akane se produit avant qu'aucune des filles n'ait emménagé avec Sōta.
Kikuno Shōkanji (召喚寺 菊乃, Shōkanji Kikuno)
Voix japonaise : Kana Asumi
Kikuno, surnommée Okiku par Sōta, est son amie d'enfance qui aime jouer le rôle de sa grande sœur et ne cède à rien pour tout, comme le prouve son drapeau d'« amour fraternel » qui esquive les tentatives de Sōta de briser son drapeau. Elle représente « l'invocatrice » du conte de fées.
Megumu Tōzokuyama (盗賊山 恵, Tōzokuyama Megumu)
Voix japonaise : Kana Hanazawa
Megumu est un camarade de classe que tout le monde pense être une fille bien qu'il soit vêtu d'un uniforme pour garçon. Comme Sōta est l'une des rares personne à avoir reconnu Megumu comme un garçon, il l'aime immédiatement et pousse une série de drapeaux d'amitié près de lui. L'ignorance de ses camarades sur son sexe (et sa présence) devient un comique de répétition tout au long de l'anime, avec seulement quelques fois où ils ne sont pas tromper sur son genre. Il est le « voleur » du groupe de Sōta.
Rin Eiyūzaki (英雄崎 凜, Eiyūzaki Rin)
Voix japonaise : Yōko Hikasa
Rin est membre du club de tir à l'arc qui est transférée au dortoir des quêtes à la demande du président du conseil étudiant pour l'aider à remporter le tournoi d'athlétisme. Sōta note qu'elle a un drapeau « déteste les hommes » lors de leur première rencontre. Elle est amie avec Kikuno et révèle qu'elle avait un ami d'enfance appelé Sōda, qu'elle considère comme son meilleur ami et qui est le seul homme au monde qu'elle aime. Bien qu'il soit parti plusieurs années auparavant, elle reste en contact avec lui par texto. Quand elle découvre que Sōta est son ami d'enfance, elle se retire dans l'embarras et révèle un drapeau de « yandere » qui Sōta parvient à se transformer en un drapeau de « conquête terminée », à la grande consternation de ce dernier, bien que le drapeau de yandere réapparaît parfois.
Ruri Ninjabayashi (忍者林 瑠璃, Ninjabayashi Ruri)
Voix japonaise : Yōko Hikasa
Ruri est un androïde créé par la Fondation Mahōgasawa. Elle sert de « shinobi » dans le groupe de Sōta, et est introduit dans l'histoire en tant qu'arme secrète pour aider le dortoir des quêtes dans les matchs du tournoi sportif de l'école. Elle pose souvent des questions à interrogation totale (« oui » ou « non ») concernant les actions qu'elle est sur le point d'accomplir, et est programmée pour se comporter comme une petite sœur pour Sōta.
Serika Gin'yūin (吟遊院 芹香, Gin'yūin Serika)
Voix japonaise : Aoi Yūki
Une idol qui s'est produit au festival de l'école et qui est ensuite transférée à Hatagaya, où elle s'installe dans le dortoir des quêtes. Son rôle dans le groupe est celui de la « barde ». Sōta et Nanami apprennent que Sōta a déjà rencontré Serika et qu'elle a pu devenir une idol parce que Sōta lui a dit qu'elle avait un « drapeau de réussite ». Elle ne connaissait pas le nom de la personne qui lui avait dit cela et le désignait seulement comme étant l'« homme au drapeau violet » (紫の旗の人, Murasaki no Furagu no hito). Elle découvre plus tard que Sōta est cette personne et développe des sentiments pour lui, en l'appelant Hatate-sama.
Mimori Seiteikōji (聖帝小路 美森, Seiteikōji Mimori)
Voix japonaise : Yukari Tamura
Le président du bureau des élèves et la petite-fille du directeur de l'école. Bien qu'elle ait eu la responsabilité de placer Sōta dans le dortoir des quêtes qui est délabré et isolé, elle se rachète en rénovant le bâtiment par le club d'ingénierie de l'école. Quand la commission scolaire voulait fermer le dortoir des quêtes, Mimori s'est arrangée pour qu'il puisse continuer à fonctionner si les locataires remportent le titre de MVP au prochain festival sportif. Plus tard, elle commence à appeler Sōta par son prénom, « Sōta-kun », au lieu de « Hatate Sōta ».
Tsumugi Ryūkishibara (龍騎士原 月麦, Ryūkishibara Tsumugi)
Voix japonaise : Aki Toyosaki
Tsumugi est un camarade de classe qui aurait fréquenté l'école bien avant sa construction. Les rumeurs persistent au point que ses pairs l'appellent « Baba-sama » (婆さま, litt. « Vieille dame »). Elle apparaît comme une jeune fille portant un bonnet et agit comme une grand-mère envers Sōta.
Mei Daimyōzamurai (大名侍 鳴, Daimyōzamurai Mei)
Voix japonaise : Sakura Tange
Mei est une fille mystérieuse qui connaît les pouvoirs de Sōta et ses liens avec son monde. Son titre est le numéro 7 de la maison de Shigitoku. Elle montre à Sōta le « monde virtuel », qui est un monde créé artificiellement. Après que Sōta et Mei reviennent du monde virtuel, elle voit Sōta endormi et tente de le débarrasser du « drapeau de la mort » qu'il a sur la tête. Ensuite, les « sacrements » ou « Sakura » apparaissent et lui retirent ses souvenirs et sa capacité à voir les drapeaux. Elle sert de « samuraï » au groupe.
Kurumiko Daishikyōgawa (大司教河 くるみ子, Daishikyōgawa Kurumiko)
Voix japonaise : Misaki Kuno
Kurumiko est une collégienne introduite en tant que vendeuse de popsicle lors du voyage scolaire à la plage. Ses parents faisaient partie de l'équipage du Premium Ambriel et reconnaissant ainsi Sōta mais elle se sent coupable des traitements qu'il a subis après l'accident, bien plus que la perte de ses parents. Lorsqu'elle montre à Sōta une grotte en bord de mer et qu'ils sont pris au piège par la marée montante, Kurumiko perd tout espoir et un drapeau de la mort apparaît. Sōta la sauve en acceptant de penser à elle comme à sa petite sœur puis en lui proposant de la faire entrer au collège de Hatagaya tout en la faisant vivre avec lui au dortoir des quêtes. Elle devient le la « prêtresse » du groupe de Sōta, et ses drapeaux sont généralement ceux de l'avancée de l'histoire. Kurumiko parle très formellement, même dans des situations occasionnelles.
Hakua Berserker Bladefield (白亜・B・ブレードフィールド, Hakua Bāsākā Burēdofīrudo)
Voix japonaise : Ai Kakuma (ja)
Hakua est la petite sœur de Nanami et une autre princesse de Bladefield. Elle est excessivement polie et ayant grandi dans la famille royale de Bladefield et vivant à l'abri du monde extérieur, elle n'a aucune idée de la vie des 	roturiers. Elle vient au Japon pour étudier la vie des roturiers avec sa sœur. Dans l'anime, elle est révélée être la fille d'Elia Bladefield, qu'elle avait pensé être son frère aîné, ainsi que la petite demi-sœur de Sōta.
Miyuki MacKenzie (深雪・マッケンシー, Miyuki Makkenshī)
Voix japonaise : Yūka Nanri (ja)
Elle est la professeure principale de Sōta et la conseillère et résidente du dortoir des quêtes. Quand Mei montre à Sōta un monde alternatif, il rencontre une version alternative de Miyuki sur l'épave du Premium Ambriel, où il la motive à vivre. Elle révèle que son arrière-grand-père s'appelait Sōta Hatate, ce qui en faisait sa descendante. Immédiatement après cela, il remarque qu'elle a un drapeau de « personnage principal » et apprend que la version alternative de Miyuki va désormais jouer un rôle majeur dans la manière dont les événements progressent dans ce monde.
Sakura (桜)
Voix japonaise : Rina Hidaka
Sakura est une fille mystérieuse que Sōta rencontre sur le Premium Ambriel et qui lui donne ses pouvoirs. Après la visite de Mei et de Sōta dans le monde alternatif, elle supprime la capacité à voir les drapeaux de Mei et les souvenirs associés. Son nom est l'abréviation de Sacrement (サクラメント, Sakuramento). Elle est presque identique au démon de Laplace, dont elle partage la même comédienne de doublage. Les deux ensemble étaient des programmes d'émotion conçus pour agir comme une conscience pour Angel Boat, qui les a coupés quand il s'est rebellé. Le démon de Laplace se concentre principalement sur la volonté des individus et entretient une forte affinité avec ceux qui ont un cœur fort et un sens aigu du sacrifice, tandis que Sakura se concentre plutôt sur les liens qui unissent les gens.
No 0/ Kagura Bladefield (神楽・ブレードフィールド, Kagura Burēdofīrudo)
Voix japonaise : Risa Taneda
Le No 0 est un conseiller du Conseil des Sept Vertus qui apparaît dans la série télévisée d'animation. Elle a besoin de Sōta pour lutter contre l'Angelus Gemeni. Elle se révèle être Kagura Bladefield, la reine fondatrice de Bladefield.

## Productions et supports

### Light novel
Kanojo ga Flag o oraretara (彼女がフラグをおられたら) est écrite par Tōka Takei (ja) et illustrée par Cuteg (ja). Kōdansha, sous sa marque de publication Kodansha Ranobe Bunko, a publié les seize volumes entre décembre 2011 et septembre 2016.

#### Listes des volumes
| no                                                                              | Japonais | Japonais         | Japonais                                                                  |
| no                                                                              | Titre | Date de sortie   | ISBN                                                                      |
| ------------------------------------------------------------------------------- | --- | ---------------- | ------------------------------------------------------------------------- |
| 1                                                                               | Ore, kono tenkō ga owattara, ano ko to kekkon surunda (俺、この転校が終わったら、あの娘と結婚するんだ)                                                                     | 2 décembre 2011  | 978-4-06-375205-2                                                         |
| Couverture : Nanami                                                             | |                  |                                                                           |
| 2                                                                               | Konna joshi bakari no taiikumatsuri ni de rareru ka, boku wa nininsankyaku ni dasa sete morau (こんな女子ばかりの体育祭に出られるか、僕は二人三脚に出させてもらう)         | 2 mars 2012      | 978-4-06-375224-3                                                         |
| Couverture : Akane                                                              | |                  |                                                                           |
| 3                                                                               | Daijōbu, kono rinkai gakkō wa anzendakara, zettai teki ni mitsukattari shinai yo (大丈夫、この臨海学校は安全だから、絶対敵に見つかったりしないよ)                          | 2 août 2012      | 978-4-06-375249-6                                                         |
| Couverture : Megumu                                                             | |                  |                                                                           |
| 4                                                                               | Koko wa ore ni makasete, omae wa natsuyasumi o mankitsu shiro (ここは俺に任せて、お前は夏休みを満喫しろ)                                                                   | 30 novembre 2012 | 978-4-06-375272-4                                                         |
| Couverture : Kikuno                                                             | |                  |                                                                           |
| 5                                                                               | Kon'nafūni minna to gakuensai no hanashi o shita no, hajimete da na (こんな風にみんなと学園祭の話をしたの、初めてだな)                                                     | 2 avril 2013     | 978-4-06-375291-5                                                         |
| Couverture : Rin                                                                | |                  |                                                                           |
| 6                                                                               | Denwade wa kore ijō hanasenai. Gakuensai no kuwashii hanashi wa atte karada (電話ではこれ以上話せない。学園祭の詳しい話は会ってからだ)                                     | 2 août 2013      | 978-4-06-375319-6                                                         |
| Couverture : Hakua                                                              | |                  |                                                                           |
| 7                                                                               | Oya, konna jikan ni daredarou… Santa Kurōsu ka na? (おや、こんな時間に誰だろう…サンタクロースかな？)                                                                       | 29 novembre 2013 | 978-4-06-375350-9                                                         |
| Couverture : Mei                                                                | |                  |                                                                           |
| 8                                                                               | Ima made kono hatsumōde no omamori no okage de nankai mo inochibiroi shitanda, kore kashite yaru yo (今までこの初詣のお守りのお陰で何回も命拾いしたんだ、これ貸してやるよ) | 2 avril 2014,    | 978-4-06-375358-5 (édition régulière) 978-4-06-358492-9 (édition limitée) |
| Couverture : SerikaEXTRA : L'édition limitée de ce volume comporte un drama CD. | |                  |                                                                           |
| 9                                                                               | Sekai no shinri nado, watashi hitori de jūbunda (世界の真理など、私一人で充分だ)                                                                                           | 31 mai 2014      | 978-4-06-375378-3                                                         |
| Couverture : Nanami                                                             | |                  |                                                                           |
| 10                                                                              | Kono funatabi ga owattara, watashi, ohimesama ni naru no (この船旅が終わったら、私、お姫様になるの)                                                                        | 2 juillet 2014   | 978-4-06-375390-5                                                         |
| Couverture : Akane                                                              | |                  |                                                                           |
| 11                                                                              | Konna yuka ga nukeru ryō ni haira renai, watashi wa tsuno heya ni kaera sete moraukara ne! (こんな床が抜ける寮にはいられない、私は角部屋に帰らせて貰うからね！)            | 2 décembre 2014, | 978-4-06-381408-8 (édition régulière) 978-4-06-358714-2 (édition limitée) |
| Couverture : MegumuEXTRA : L'édition limitée de ce volume comporte un OAD.      | |                  |                                                                           |
| 12                                                                              | Daijōbu, kono taiikumatsuri wa anzendakara, zettai MVP o toreru wa yo (大丈夫、この体育祭は安全だから、絶対MVPを取れるわよ)                                                | 2 avril 2015     | 978-4-06-381449-1                                                         |
| Couverture : Ruri                                                               | |                  |                                                                           |
| 13                                                                              | Koko wa shūgakuryokōsei ni makasete, hayaku makuranage ni iku no yo (ここは修学旅行生に任せて、早く枕投げに行くのよ)                                                       | 31 juillet 2015  | 978-4-06-381475-0                                                         |
| Couverture : Mana & Manaka                                                      | |                  |                                                                           |
| 14                                                                              | Chigau suiei taikai de deaete itara, watashitachi shin'yū ni nareta kamo ne…… (ちがう水泳大会で出会えていたら、私達親友になれたかもね……)                                   | 29 décembre 2015 | 978-4-06-381504-7                                                         |
| Couverture : Mimori & Tsumugi                                                   | |                  |                                                                           |
| 15                                                                              | Sukoshi tsukareta wa… Ji no natsuyasumi made nemura sete morau ne… (少し疲れたわ…次の夏休みまで眠らせてもらうね…)                                                          | 28 avril 2016    | 978-4-06-381530-6                                                         |
| Couverture : Mei & Kurumiko                                                     | |                  |                                                                           |
| 16                                                                              | Meido no miyage yo, saigo ni sotsugyōshiki no koto o oshieteageru wa (冥土の土産よ、最期に卒業式のことを教えてあげるわ)                                                    | 2 septembre 2016 | 978-4-06-381548-1                                                         |
| Couverture : Sōta & Nanami                                                      | |                  |                                                                           |

### Manga
Une adaptation en manga, dessinée par Nagian, est lancée dans le numéro de décembre 2011 du magazine de prépublication de shōnen manga Monthly Shōnen Rival, paru le 4 novembre 2011. La série est transférée au cours de sa publication dans le Monthly Shōnen Sirius à partir du numéro de mai 2014, sorti le 25 mars 2014. Le dernier chapitre de lap première partie y est publié le 26 février 2015. Les chapitres sont rassemblés et édités dans le format tankōbon par Kōdansha avec dix volumes publiés entre mars 2012 et avril 2015,.
Une seconde partie intitulée Atarashii kanojo ga Flag o oraretara (新しい彼女がフラグをおられたら), toujours dessiné par Nagian, est lancée dans le numéro de juin 2016 du Monthly Shōnen Sirius, paru le 25 avril 2015 ; elle est par la suite transférée sur le site Suiyōbi no Sirius de Niconico Seiga en partenariat avec Kōdansha à partir du 23 mars 2016. Le dernier chapitre est publié le 22 juin 2016. Quatre volumes tankōbon sont publiées par Kōdansha entre juillet 2015 et septembre 2016,.
Une série dérivée, également réalisée par Nagian, est publiée simultanément dans le Monthly Shōnen Rival, entre le 2 mai 2013 et le 4 février 2014, et sur le service en ligne Magazine Lab de Kōdansha. Intitulée Kanojo ga Flag o oraretara: Ō yūsha yo, Flag o tateteshimau to wa nanigoto da!? (彼女がフラグをおられたら　おお勇者よ、フラグを立ててしまうとは何事だ！？) et abrégée en Gawoyū (がをゆう), la série présente Sōta et les filles en tant que personnages d'un monde de jeu vidéo de rôle fantastique. Les chapitres sont rassemblés et édités dans le format tankōbon par Kōdansha avec le premier volume publié en mai 2014.
Kanojo ga Flag o oraretara: Root Love (彼女がフラグをおられたら ～ルートラブ～), abrégé Gaworabu (がをラブ), est un spin-off dessiné par Kazuki Ayasaki et lancé sur le site Suiyōbi no Sirius. La série est publiée entre le 26 juillet 2013 et le 11 juin 2014.  Au total, deux volumes tankōbon sont édités entre avril 2014 et juillet 2014,.

#### Liste des volumes

##### Kanojo ga Flag o oraretara
| no | Japonais                                                                   | Japonais         | Japonais                                                                  |
| no | Titre                                                                      | Date de sortie   | ISBN                                                                      |
| --- | -------------------------------------------------------------------------- | ---------------- | ------------------------------------------------------------------------- |
| 1 | Kanojo ga Flag o oraretara 1 (彼女がフラグをおられたら １)                 | 2 mars 2012      | 978-4-06-380208-5                                                         |
| Sōta Hatate, un étudiant transféré, rencontre sa camarade de classe Nanami Knight Bladefield qui lui fait face au sujet de son habitude de regarder la tête des gens et de la façon dont il a sauvé certaines personnes d'une collision avec un camion. Sōta lui révèle qu'il est capable de voir le destin d'une personne sous la forme de drapeaux et qu'il est capable de « casser » ce drapeau avec ses actions. Ils découvrent que l'ami d'enfance de Sōta, Kikuno Shōkanji, a un drapeau d'amour et Akane Mahōgasawa un drapeau d'amitié. Il emmène les filles dans son dortoir qui est en piteux état ; ils demandent à l'élève de longue date, Tsumugi Ryūkishibara, qui demande à la présidente du bureau des élèves, Mimori Seiteikōji, de rénover le dortoir en employant un jeune garçon efféminé et admiratif, Megumu Tōzokuyama, après quoi les filles et lui emménagent comme locataires. Il se démène pour sauver Akane lorsqu'elle montre un drapeau de la mort. |                                                                            |                  |                                                                           |
| 2 | Kanojo ga Flag o oraretara 2 (彼女がフラグをおられたら ２)                 | 2 août 2012      | 978-4-06-380231-3                                                         |
| Contrariée par la création du dortoir mixte des quêtes, le conseil d'administration de l'école fait pression sur Mimori pour le fermer. Mimori propose que les résidents puissent prouver leur valeur en devenant les MVP des matchs organisés lors du festival sportif de l'école. Après avoir effectué des performances lamentables le premier jour, l'équipe a obtenu l'aide de l'androïde Ruri Ninjabayashi et de l'athlète de tir à l'arc Rin Eiyūzaki. Rin entraîne l'équipe pour le sixième jour des festivités ; bien que l'équipe termine deuxième au classement général, les membres du conseil sont impressionnés et acceptent de conserver leur résidence. |                                                                            |                  |                                                                           |
| 3 | Kanojo ga Flag o oraretara 3 (彼女がフラグをおられたら ３)                 | 30 novembre 2012 | 978-4-06-380248-1                                                         |
| Tandis que les membres du conseil de l'autre monde discutent de la présence de Sōta en tant que menace, Sōta respecte ses rendez-vous promis avec les locatoires du dortoir des quêtes. Il rencontre Mei Daimyōzamurai qui connait ses capacités. Il doit assister aux deux sessions de natation et au camp d'été de l'école auxquelles des résidents du dortoir des quêtes y participent. Les séances de natation lui rappellent des souvenirs traumatisants du naufrage et cela s'aggrave lorsqu'il se rend au camp d'été et s'aperçoit qu'ils se déplacent vers la plage pour la journée. Il se lie d'amitié avec Kurumiko Daishikyōgawa, le personnage pouvant devenir la potentielle « prêtresse » pour son groupe. Après une situation de crise liée à la marée, il l'invite à devenir sa petite sœur. |                                                                            |                  |                                                                           |
| 4 | Kanojo ga Flag o oraretara 4 (彼女がフラグをおられたら ４)                 | 2 avril 2013     | 978-4-06-380264-1                                                         |
| Les camarades de classe de Sōta lui demandent de retrouver une mystérieuse fille en robe blanche. Il découvre que la fille est Megumu, mais utilise Mimori comme leurre et apprend son histoire. Avec l'aide de Ruri, Mei et Sōta visitent le monde alternatif où la conseillère du dortoir Miyuki est une élève qui porte le nom de famille de Sōta et a un drapeau de personnage principal. Quand ils reviennent, le drapeau de la mort de Sōta s'élargit. Après que Mei essaie de le casser, Sakura efface toutes les connaissances de Mei à propos des drapeaux. Pour les vacances d'été, il est emmené au manoir d'Akane, où se rassemblent certains résidents du dortoir des quêtes, mais il reste coincé dans le bain en plein air des filles. |                                                                            |                  |                                                                           |
| 5 | Kanojo ga Flag o oraretara 5 (彼女がフラグをおられたら ５)                 | 2 août 2013      | 978-4-06-380278-8                                                         |
| 6 | Kanojo ga Flag o oraretara 6 (彼女がフラグをおられたら ６)                 | 29 novembre 2013 | 978-4-06-380294-8                                                         |
| 7 | Kanojo ga Flag o oraretara 7 (彼女がフラグをおられたら ７)                 | 2 avril 2014,    | 978-4-06-376973-9 (édition régulière) 978-4-06-358493-6 (édition limitée) |
| EXTRA : L'édition limitée de ce volume comporte un drama CD. |                                                                            |                  |                                                                           |
| 8 | Kanojo ga Flag o oraretara 8 (彼女がフラグをおられたら ８)                 | 2 juillet 2014   | 978-4-06-377025-4                                                         |
| 9 | Kanojo ga Flag o oraretara 9 (彼女がフラグをおられたら １９)               | 2 décembre 2014  | 978-4-06-377093-3                                                         |
| 10 | Kanojo ga Flag o oraretara 10 (彼女がフラグをおられたら １０)              | 2 avril 2015     | 978-4-06-377168-8                                                         |
| 11 | Atarashii kanojo ga Flag o oraretara 1 (新しい彼女がフラグをおられたら １) | 31 juillet 2015  | 978-4-06-377321-7                                                         |
| 12 | Atarashii kanojo ga Flag o oraretara 2 (新しい彼女がフラグをおられたら ２) | 28 décembre 2015 | 978-4-06-376593-9                                                         |
| 13 | Atarashii kanojo ga Flag o oraretara 3 (新しい彼女がフラグをおられたら ３) | 28 avril 2016    | 978-4-06-377458-0                                                         |
| 14 | Atarashii kanojo ga Flag o oraretara 4 (新しい彼女がフラグをおられたら ４) | 2 septembre 2016 | 978-4-06-393062-7                                                         |

##### Kanojo ga Flag o oraretara: Ō yūsha yo, Flag o tateteshimau to wa nanigoto da!?
| no | Japonais       | Japonais          |
| no | Date de sortie | ISBN              |
| -- | -------------- | ----------------- |
| 1  | 30 mai 2014    | 978-4-06-376475-8 |

##### Kanojo ga Flag o oraretara: Root Love
| no | Japonais       | Japonais          |
| no | Date de sortie | ISBN              |
| -- | -------------- | ----------------- |
| 1  | 2 avril 2014   | 978-4-06-376974-6 |
| 2  | 2 juillet 2014 | 978-4-06-377026-1 |

### Anime
Une adaptation en une série télévisée d'animation a été annoncée en novembre 2012. Celle-ci est réalisée par Ayumu Watanabe au sein du studio d'animation Hoods Entertainment avec les scripts supervisés par Takashi Aoshima, les character designs de Shizue Kaneko,. Composée de 13 épisodes, la série est diffusée pour la première fois au Japon entre le 7 avril et le 30 juin 2014 sur Tokyo MX et SUN, et un peu plus tard sur TVA, BS11 et AT-X.
Anime Digital Network diffusait la série sous le titre Flag Story pour les territoires francophones en Europe ; en France, la chaîne J-One diffusait également la série en version originale sous-titré français. Crunchyroll a diffusé la série en simulcast en Amérique, aux îles Britanniques, en Afrique du Sud, en Australasie et en Scandinavie ; elle est publiée physiquement en Amérique du Nord par NIS America.
Un OAD est publié avec l'édition limitée du 11e volume de la série des light novel.
La chanson de l'opening de la série, intitulée Cupid Review (クピドゥレビュー, Kupidu Rebyū), est interprétée par Aoi Yūki, tandis que celle de l'ending, intitulée Kanojo ga Flag o tateru wake (彼女がフラグを立てる理由, Kanojo ga furagu o tateru wake), est interprétée par Yell, un groupe composé de Ibuki Kido, Ai Kayano, Kana Asumi, Kana Hanazawa, Yōko Hikasa et Ayaka Suwa sous le nom de leur personnages,.

#### Liste des épisodes
| No | Titre français                                                                  | Titre japonais                                                       | Titre japonais                                                                | Date de 1re diffusion |
| No | Titre français                                                                  | Kanji                                                                | Rōmaji                                                                        | Date de 1re diffusion |
| --- | ------------------------------------------------------------------------------- | -------------------------------------------------------------------- | ----------------------------------------------------------------------------- | --------------------- |
| 1 | Une fois que j'aurai changé d'école, j'épouserai cette fille                    | 俺、この転校が終わったら、あの娘と結婚するんだ                       | Ore, kono tenkō ga owattara, ano ko to kekkon surunda                         | 7 avril 2014          |
| Sur le chemin de l'école, Nanami Knight Bladefield rencontre un garçon qui sauve un groupe de personnes d'une collision avec un camion. Après avoir observé ce garçon, Sōta Hatate, en classe où il répond froidement à ses camarades, elle le parle en face au sujet de son habitude de regarder la tête des gens, et apprend qu'il a la capacité de voir le destin d'une personne sous la forme de drapeaux et la capacité de « briser » ce drapeau par ses actions. Ils rencontrent Akane Mahōgasawa qui porte un drapeau d'amitié qui perdure même après l'avoir brisé à plusieurs reprises. Sōta emmène les filles à sa résidence, le dortoir des quêtes, qui est en piteux état. Ce dernier se démène pour sauver Akane lorsqu'elle montre un drapeau de la mort. |                                                                                 |                                                                      |                                                                               |                       |
| 2 | Mes sœurs vivent avec moi. Mais je le garde secret. Jusqu'à demain              | この寮に姉たちがいる。だが、今はまだ言えない。明日まで待ってくれ     | Kono ryō ni anetachi ga iru. Daga, ima wa mada ienai. Ashita made mattekure   | 14 avril 2014         |
| Sōta se souvient de sa rencontre avec Sakura à bord du Premium Ambriel. Il rencontre un ami d'enfance, Okiku, qui porte un drapeau de grande sœur. Ils ont fait rénover le dortoir des quêtes, grâce aux volontaires de la présidente du bureau des élèves, Mimori Seiteikōji. Sōta rencontre le garçon efféminé Megumu qui, avec Akane, Okiku et Nanami, ont emménagé avec Sōta pour garder le dortoir ouvert. Il découvre plus tard une lettre et se rappelle la rencontre avec Sakura qui lui a permis d'obtenir ses pouvoirs et sa mission de réunir un groupe de personnages. |                                                                                 |                                                                      |                                                                               |                       |
| 3 | Comptez sur moi, j'ai 99,9 % de chance de gagner cette fête du sport            | 任せておけ、この体育祭は99.9%の確率で俺たちの勝ちだ                  | Makaseteoke, kono taiikumatsuri wa 99.9% no kakuritsu de oretachi no kachi da | 21 avril 2014         |
| Sōta se réveille dans sa chambre, seulement pour découvrir Akane et Megumu sur son lit, amenées par Okiku. Ruri est livré au dortoir des quêtes qui est forcé de participer au festival sportif de l'académie Hatagaya et de remporter le titre de MVP afin d'empêcher l'expulsion de Sōta et la destruction du dortoir. Rin est envoyée pour aider le dortoir des quêtes à remporter le titre, elle commence ainsi une routine d'entraînement extrême pour ces derniers. En dépit de son drapeau « déteste les hommes », Rin avait un jour un ami nommé « Sōda », avec lequel elle échange encore des messages. Il est révélé qu'il s'agissait en fait de Sōta et qu'ils étaient donc amis d'enfance. |                                                                                 |                                                                      |                                                                               |                       |
| 4 | Bientôt la ligne d'arrivée. Ouf, la fête du sport sera bientôt finie            | あともう少しでゴールだ。これで無事体育祭も終わるぞ                   | Ato mōsukoshi de gōru da. Kore de buji taiikumatsuri mo owaru zo              | 28 avril 2014         |
| Au cours de la première journée, les membres du dortoir des quêtes excellent au festival sportif. Mais leur performance a chuté et finissent à la 8e place lors de l'avant-dernière journée. La nuit précédant le dernier jour du festival sportif, Sōta a parlé à Ruri de son état. Tout en récitant la lettre qu'il a reçue, il a activé le « Premier drapeau, Program Code » de Ruri. Sōta y obtient une vision du dortoir des quêtes, où il existe un passage souterrain sous le dortoir. Au cours de la dernière journée du festival, sous la direction du drapeau de la victoire, le dortoir des quêtes a remporté le titre de MVP en dépit de sa 2de place. |                                                                                 |                                                                      |                                                                               |                       |
| 5 | Faites-moi confiance, attendez-moi. Je ne serai pas en retard à notre rencard ! | 信じて待っていてくれ。みんなとのデートに遅刻なんてするものか         | Shinjite matteitekure. Minna to no dēto ni chikoku nante suru mono ka         | 5 mai 2014            |
| Sōta a essayé de vérifier la porte du passage souterrain, mais est incapable de la trouver. Tout le monde s'est plaint que Sōta ait accepté d'aller à un rendez-vous avec Akane. Sōta prend donc rendez-vous avec tout le monde, à l'exception de Nanami, qui a choisi de rester au dortoir des quêtes et de Ruri, qui reste à l'écart. Sōta et Ruri examinent le passage souterrain, où ils y trouve un coffre en pierre contenant le même contenu que la lettre de Sōta. La samouraï, Mei, apparaît. |                                                                                 |                                                                      |                                                                               |                       |
| 6 | Ouf… Vous m'avez fait peur. C'est juste une petite sœur                         | ふう……あまり驚かせるなよ、ただの妹じゃないか                         | Fū…… Amari odoroka seru na yo, tada no imōto janai ka                         | 12 mai 2014           |
| Mei est transférée à l'académie Hatagaya en tant que camarade de classe de Sōta. Les membres du dortoir des quêtes et Sōta partent en excursion à la plage et dans la forêt. Sōta est révélé avoir peur de l'océan à cause de son expérience traumatisante après avoir survécu à l'accident du Premium Ambriel. Sōta rencontre Kurumiko, la prêtresse, qui présente le « drapeau de l'Histoire », qui montre la progression de l'histoire. Les parents de Kurumiko se révèlent être des victimes du Premium Ambriel. Alors que Kurumiko montre à Sōta son lieu secret dans une grotte, ils sont piégés par la marée haute. Sōta les a sauvés tous les deux en brisant le drapeau de la mort de Kurumiko en faisant de Kurumiko sa petite sœur, à l'image de la manière dont il a fait d'Okiku sa sœur aînée. Après avoir été sauvés, ils ont rencontré une mystérieuse fille en robe blanche. |                                                                                 |                                                                      |                                                                               |                       |
| 7 | J'ai découvert un secret. Je me cache avant qu'on m'élimine                     | とんでもないことを知ってしまった。消される前に俺は身を隠す           | Tondemonai koto o shitte shimatta. Kesareru mae ni ore wa mi o kakusu         | 19 mai 2014           |
| La mystérieuse fille se révèle être Megumu ; il a été forcé de se travestir par ses grandes sœurs qui traînent dans le manoir voisin. Afin de ramener Kurumiko à l'académie Hatagaya, Sōta a demandé l'aide de Mimori, qui en retour doit aller à un rendez-vous avec elle. Malgré tous les efforts de Mimori, seuls Mei est capable d'amener Kurumiko au dortoir des quêtes, ce qui rend Kurumiko plus attaché à cette dernière. Il est également révélé que Mimori et Tsumugi sont également en train de devenir membres du dortoir des quêtes et, persuadé par Kurumiko, Mei a pris la même mesure pour vivre avec eux. Sōta a parlé avec Mei de ses capacités. Mei l'a amené dans un monde parallèle où Sōta n'existait pas, déclenchant ainsi la mort de Nanami, Akane et Kurumiko. Mei l'a amené au Premium Ambriel, où il a rencontré Miyuki, maintenant Miyuki Hatate, qui remplace Sōta en tant que protagoniste. Le drapeau de la mort de Sōta s'étant déclenché, Mei tente de le sauver en brisant le drapeau de la mort et en le faisant, elle découvre le véritable destin de Sōta. Malgré son incapacité à le faire, Sōta est sauvé, mais Sacrement apparaît et efface tous les souvenirs de Mei à propos des drapeaux. |                                                                                 |                                                                      |                                                                               |                       |
| 8 | Promis, je vous rejoins. Est-ce que j’ai déjà rompu une promesse ?              | 後から必ず追いつく。俺が約束を破ったことがあったか?                  | Ato kara kanarazu oitsuku. Ore ga yakusoku o yabutta koto ga atta ka?         | 26 mai 2014           |
| Pendant les vacances d'été, alors qu'il passait ses vacances avec Okiku et Rin, Sōta est enlevé par Riru et amené à la maison d'Akane afin de répondre au souhait d'Akane de le rencontrer. En conséquence, Okiku, Rin, Megumu, Mei et Kurumiko se sont rendus chez Akane. Nanami, sachant que les membres du dortoir des quêtes sont chez Akane, est frustrée parce qu'elle n'a pas aussi été invitée. Ainsi, les membres du dortoir des quêtes (avec Ruri) ont décidé de rencontrer Nanami dans son pays, la principauté de Bladefield. En route pour la capitale, Twinblade, Sōta a rencontré Hakua, la 14e princesse de Bladefield et la demi-sœur de Nanami. Plus tard, ils sont poursuivis par le clone de Ruri, qui est programmé pour assassiner Hakua et Nanami. Sōta, sentant son pouvoir augmenter à nouveau, l'utilisa pour les sauver bien que cela les sépare du groupe. |                                                                                 |                                                                      |                                                                               |                       |
| 9 | J'espère qu'un jour, on fera à nouveau la fête ensemble                         | またいつか、こうしてみんな一緒にお祭りに行けるといいな               | Mata itsuka, kōshite minna issho ni omatsuri ni ikeruto iina                  | 2 juin 2014           |
| Les membres du dortoir des quêtes, aux côtés de Sōta, Nanami et Hakua, sont arrivés en toute sécurité à Bladefield. Mais leur bonheur a été de courte durée car ils apprennent que le père de Nanami et de Hakua serait décédé récemment. Le premier prince, Elia, révèle alors la vérité : il est le véritable père de Nanami et de Hakua. Une cérémonie de condoléances est ensuite organisée pour faire le deuil du défunt roi et célébrer le couronnement d'Elia en tant que nouveau roi en même temps. Sōta a ensuite rencontré le No 0, la cheffe du Conseil des Sept Vertus. Elle lui raconte ensuite le conte de fée de Bladefield parlant d'une personne sans nom transformée en drapeau, deux princesses et dix héros. Sōta s'est rendu compte du destin qui l'attend au bout du chemin. No 0 demande à Sōta de l'aider à sauver le monde avec son pouvoir. |                                                                                 |                                                                      |                                                                               |                       |
| 10 | Je te confie ça. À l'intérieur, le nom de la gagnante du concours de miss       | こいつを預かっておいてくれ。ミスコンの優勝者の名前が書かれているんだ | Koitsu o azukatte oite kure. Misukon no yūshōsha no namae ga kakarete irunda  | 9 juin 2014           |
| Hakua a été transféré à l'académie Hatagaya en plein milieu de l'organisation du Festival de l'école. Sōta est incité à recommander à tous les membres du dortoir des quêtes (mis à part Kurumiko, qui n'est pas au lycée, et Tsumugi, qui est trop âgée) de s'inscrire au concours de beauté de Miss Académie Hatagaya. Au cours de ce concours, Nanami, qui a compris que Sōta était déprimé, tente de lui remonter le moral avec quelques discours, ce qui fait d'elle la gagnante du concours. En tant que gagnante, Nanami a reçu le « Sōta Escort Free Pass », ce qui lui permet d'obtenir gratuitement tout ce qu'elle peu dans le festival, à condition qu'elle soit accompagnée par Sōta. Dans les escaliers près des casiers à chaussures, ils rencontrèrent tous les deux une mystérieuse fille à lunettes qui semble fuir quelque chose. |                                                                                 |                                                                      |                                                                               |                       |
| 11 | Pas la peine qu'on danse tous. Si je danse seul, ça suffit amplement            | みんなで踊るまでもない、ここは俺一人が踊れば十分だ                   | Minna de odoru made mo nai, koko wa orehitori ga odoreba jūbunda              | 16 juin 2014          |
| La mystérieuse fille est Serika Gin'yūin, également connu sous le nom de Sericchan, l'idole montante et aimée du Japon. Elle est supposée tenir un concert lors de la dernière journée du festival. Sōta et Nanami ont appris que Sericchan avait réussi à devenir une idole parce que Sōta l'avait sauvée en affirmant qu'elle possédait un « drapeau de réussite », bien qu'elle ne connaisse pas l'identité de cette personne dont elle l'avait nommée l'« homme au drapeau violet ». Sōta s'est rendu compte que Sericchan est le barde de son groupe. Pendant le concert, la puissance de Sōta augmente à nouveau et le temps se fige. Le No 0 apparaît et dit à Sōta qu'il ne devrait pas être dans ce monde, sinon le monde sera détruit. Ainsi, bien que Sōta ait promis aux membres du dortoir des quêtes de danser avec eux, il brise les promesses et utilise son pouvoir pour que tout le monde l'oublie. Nanami, insensible au pouvoir de Sōta, est la seule personne capable de se souvenir de Sōta. |                                                                                 |                                                                      |                                                                               |                       |
| 12 | Quel horrible monde. Je vais voir ce qu'il y a derrière                         | ひどい世界だな、ちょっと裏の様子を見てくるよ                         | Hidoi sekaida na, chotto ura no yōsu o mite kuru yo                           | 23 juin 2014          |
| Dans les serveurs, Sōta se bat désespérément contre Angelus Gemini afin de protéger son monde et ses amis en plaçant un « drapeau de la mort » sur ses ennemis. Pendant ce temps, Nanami a découvert que tout le monde avait oublié Sōta et que son existence était réécrite. Lors de leur journée de remise des diplômes, tous les membres du dortoir des quêtes choisissent différentes voies. Le dortoir des quêtes serait bientôt démoli. Nanami fait irruption dans la chambre de Sōta et trouve la lettre que Sōta a reçue, écrite avec son écriture, brisant ainsi le mode protection de Sōta. Riru, qui s'est toujours souvenu de tout, dit finalement la vérité à Nanami ; Nanami est la soeur disparue de Sōta. Séparée en deux, la moitié de Nanami était enfermée dans la prison de la principauté de Bladefield mais elle était parvenue à s'échapper et s'est cachée à l'intérieur de Ruri. Comprenant tout, Nanami s'unit à son autre moitié. Refusant la fin mitigé du conte de fées, Nanami, aux côtés des membres du dortoir des quêtes, vise la fin heureuse et se rendent dans le passage souterrain pour ouvrir la porte afin d'aider Sōta. Sōta, qui est fatigué par tous les combats, est sauvé par les membres du dortoir des quêtes, arrivés près de Premium Ambriel. |                                                                                 |                                                                      |                                                                               |                       |
| 13 | Si son drapeau à lui était brisé.                                               | 彼がフラグをおられたら                                               | Kare ga Furagu o ora retara                                                   | 30 juin 2014          |
| Les filles se battent contre l'Angelus Gemini, alors que Sōta se demande pourquoi elles sont venues, estimant qu'il n'a rien à leur rendre. Akane lui assure que ce n'est pas vrai et finit par déclarer son amour pour lui avant qu'elle ne se batte. Le Premium Ambriel absorbe les créatures restantes pour lancer une dernière attaque, tandis que Sōta retrouve la mémoire de son passé alors qu'il tentait de mettre fin à l'attaque. Il est révélé qu'il avait déjà connu Akane, Kikuno, Megumi, Rin et Nanami à un moment donné dans le monde réel, mais à cause d'un accident, Sōta avait choisi de d'avoir une petite fille, connue sous le nom de Démon de Laplace, prendre leur drapeau de la mort pour qu'elles survivent. Le prix à payer étant que les filles perdent la mémoire de l'événement, et Sōta et les filles devaient oublier de s'être rencontrées une fois tandis que Sōta désespérait de sa vie. De retour dans le présent, Sōta utilise alors tout son pouvoir contre le Premium Ambriel et, bien que sa force ne soit pas suffisante, il parvient à le détruire avec l'aide des autres filles venues l'aider. Pendant ce temps, son drapeau de la mort se brise. Sōta se réveille alors dans le monde réel, où No 0 lui parle de l'état des choses et de la vérité sur Sakura et le démon de Laplace. Elle dit aussi qu'il était pris dans un accident avant de s'inscrire à une école, alors elle a fusionné sa conscience avec de nombreux mondes virtuels. Avant de partir, elle déclare que le temps passé dans le monde virtuel n'était qu'un instant dans la réalité et que personne ne partage ses souvenirs, y compris Nanami qui était également plongée dans le monde virtuel pour le sauver. Plus tard, Sōta trouve par hasard le dortoir des quêtes et y trouve Akane. Après l'avoir sauvée et évitée de tomber à travers le parquet, Akane se souvient de lui alors que Sakura et le démon de Laplace les observaient. L'épisode se conclut par le sourire des filles devant le dortoir des quêtes. |                                                                                 |                                                                      |                                                                               |                       |
| 14 (OVA) | Noël ? Pensez-vous que je ferais usage de quelque chose comme ça ?              | クリスマス?そんな物が僕に通用すると思うのか?                         | Kurisumasu? Sonna mono ga boku ni tsūyō suru to omou no ka?                   | 2 décembre 2014       |
| Les filles et Sōta se dirigent vers leur classe, se demandant ce qu'elles vont faire pour Noël. Cependant, quand ils entrent dans la classe, une énorme annonce est écrite au tableau pour annoncer que Noël sera annulé. Cela coupe directement sur les filles et Sōta (dont Miyuki et Serika) qui fêtent en quelque sorte le sauvetage de Noël par Sōta. Ils portent un autre toast et Rin montre à nouveau un drapeau de yandere quand elle apprend qu'Okiku a déjà coupé le gâteau. Sōta a pu abattre le drapeau en coupant le gâteau avec Rin. Ils jouent ensuite au « jeu du roi » (王様ゲーム, Ōsama gēmu) qui consiste à tirer des pailles pour voir qui est le « Roi », celui-ci donne alors des ordres à tous les autres qui doivent être suivis dans l'esprit de Noël. Une fois les jeux terminés, ils passent excessivement de temps à échanger des cadeaux (parce que les filles se sentent mal pour tous ceux qui n'ont pas eu de cadeau de Sōta), avant que Sōta ne révèle qu'il a acheté des cadeaux pour tout le monde. Sōta passe ensuite du temps avec chacune des filles (Akane fait office d'oreiller, Megumu demande à Sōta de mettre des couvertures sur lui, Miyuki se fait masser). Pendant le tour de Serika, elle emmène Nanami avec elle et découvre involontairement que Souta est son mystérieux sauveur, l'« homme au drapeau violet ». Cela la fait fondre en larmes, jusqu'à ce que Nanami emmène Sōta hors de la pièce, après quoi elle se calme et développe des sentiments pour Sōta. Nanami et Sōta vont à l'extérieur, et en voyant la neige tomber, remarque que c'est vraiment un miracle de Noël qui les a réunis. Juste au moment où ils allaient s'embrasser, les portes d'entrée s'ouvrent et tout le monde tombe. Sōta souhaite un joyeux Noël à tout le monde et tous rentrent à l'intérieur du dortoir. |                                                                                 |                                                                      |                                                                               |                       |

### Annotations
1. 1 2  La série est programmée pour la nuit du 6 avril 2019 à 24 h 30, soit le 7 avril à 0 h 30 JST.

### Sources
1. 1 2  (ja) « On Air 放送・配信情報 », sur Site officiel (consulté le 23 juillet 2019)
2. 1 2  « Flag story sur ADN », sur manga-news.com, 5 avril 2014 (consulté le 23 juillet 2019)
3. 1 2 3 4 5 6 7 8 9 10 11 12 13 14 15 16  (ja) « キャラクター », sur Site officiel (consulté le 23 juillet 2019)
4. 1 2  (en) Egan Loo, « Kanojo ga Flag o Oraretara Novel to Bundle Original Anime DVD : Author Touka Takei writes script about Christmas party at Quest Dorm », sur Anime News Network, 25 février 2015 (consulté le 23 juillet 2019)
5. ↑  (ja) « ライバル新連載は「フラグ」が見える男の学園ラブコメ », sur natalie.mu,‎ 4 novembre 2011 (consulté le 23 juillet 2019)
6. ↑  (ja) « シリウスで「進撃の巨人」スピンオフ祭り！3作を一挙掲載 », sur natalie.mu,‎ 25 mars 2014 (consulté le 23 juillet 2019)
7. 1 2  (en) Rafael Antonio Pineda, « Kanojo ga Flag o Oraretara Manga's 1st Part Ends, 2nd Part Scheduled For April : Second part of Nagian's romantic comedy manga begins on April 25 », sur Anime News Network, 25 février 2015 (consulté le 23 juillet 2019)
8. ↑  (ja) « 【3月2日付】本日発売の単行本リスト », sur natalie.mu,‎ 2 mars 2012 (consulté le 23 juillet 2019)
9. ↑  (ja) « 【4月2日付】本日発売の単行本リスト », sur natalie.mu,‎ 2 avril 2015 (consulté le 23 juillet 2019)
10. ↑  (ja) « 新しい彼女がフラグをおられたら », sur Niconico Seiga,‎ 23 mars 2016 (consulté le 23 juillet 2019)
11. ↑  (ja) « 【7月31日付】本日発売の単行本リスト », sur natalie.mu,‎ 31 juillet 2015 (consulté le 23 juillet 2019)
12. ↑  (ja) « 【9月2日付】本日発売の単行本リスト », sur natalie.mu,‎ 2 septembre 2016 (consulté le 23 juillet 2019)
13. ↑  (ja) « 【5月30日付】本日発売の単行本リスト », sur natalie.mu,‎ 30 mai 2014 (consulté le 23 juillet 2019)
14. ↑  (ja) « 「水曜日のシリウス」ニコニコ静画に開設、「戦勇。」も », sur natalie.mu,‎ 26 juillet 2013 (consulté le 23 juillet 2019)
15. ↑  (ja) « 彼女がフラグをおられたら ～ルートラブ～ », sur Niconico Seiga,‎ 23 mars 2016 (consulté le 23 juillet 2019)
16. ↑  (ja) « 【4月2日付】本日発売の単行本リスト », sur natalie.mu,‎ 2 avril 2014 (consulté le 23 juillet 2019)
17. ↑  (ja) « 【9月2日付】本日発売の単行本リスト », sur natalie.mu,‎ 2 juillet 2014 (consulté le 23 juillet 2019)
18. ↑  (en) Egan Loo, « Kanojo ga Flag o Oraretara Novels Have Anime in the Works : Touka Takei's romantc comedy of boy who can see "Flags" that mark people's crossroads », sur Anime News Network, 28 novembre 2012 (consulté le 24 juillet 2019)
19. ↑  (en) Joanne Mertz, « Space Brothers' Watanabe Helms Kanojo ga Flag o Oraretara », sur Anime News Network, 2 avril 2013 (consulté le 24 juillet 2019)
20. ↑  (ja) « スタッフ・キャスト », sur Site officiel (consulté le 24 juillet 2019)
21. ↑  « Flag Story sur J-One » (version du 9 juillet 2014 sur Internet Archive)
22. ↑  (en) Egan Loo, « Crunchyroll to Stream Kanojo ga Flag o Oraretara Anime : Streaming to begin on Wednesday at 3 p.m. ET », sur Anime News Network, 8 avril 2014 (consulté le 24 juillet 2019)
23. ↑  (en) Egan Loo, « NIS America Licenses Kanojo ga Flag o Oraretara Anime : N. American retail release planned for If Her Flag Breaks », sur Anime News Network, 9 avril 2014 (consulté le 24 juillet 2019)
24. ↑  (en) Lynzee Loveridge, « Kanojo ga Flag o Oraretara Anime's Ending Song Previewed in TV Spot : Video features ending theme by series' cast », sur Anime News Network, 20 mars 2014 (consulté le 24 juillet 2019)
25. ↑  (ja) « CD », sur Site officiel (consulté le 20 juin 2019)

### Œuvres
Édition japonaise
Light novel
1. 1 2  (ja) « 彼女がフラグをおられたら　俺、この転校が終わったら、あの娘と結婚するんだ », sur Kōdansha (consulté le 23 juillet 2019)
2. 1 2  (ja) « 彼女がフラグをおられたら　こんな女子ばかりの体育祭に出られるか、僕は二人三脚に出させてもらう », sur Kōdansha (consulté le 23 juillet 2019)
3. 1 2  (ja) « 彼女がフラグをおられたら　大丈夫、この臨海学校は安全だから、絶対敵に見つかったりしないよ », sur Kōdansha (consulté le 23 juillet 2019)
4. 1 2  (ja) « 彼女がフラグをおられたら　ここは俺に任せて、お前は夏休みを満喫しろ », sur Kōdansha (consulté le 23 juillet 2019)
5. 1 2  (ja) « 彼女がフラグをおられたら　こんな風にみんなと学園祭の話をしたの、初めてだな », sur Kōdansha (consulté le 23 juillet 2019)
6. 1 2  (ja) « 彼女がフラグをおられたら　電話ではこれ以上話せない。学園祭の詳しい話は会ってからだ », sur Kōdansha (consulté le 23 juillet 2019)
7. 1 2  (ja) « 彼女がフラグをおられたら　おや、こんな時間に誰だろう…サンタクロースかな？ », sur Kōdansha (consulté le 23 juillet 2019)
8. 1 2  (ja) « 彼女がフラグをおられたら　今までこの初詣のお守りのお陰で何回も命拾いしたんだ、これ貸してやるよ », sur Kōdansha (consulté le 23 juillet 2019)
9. 1 2  (ja) « ＣＤ付き　彼女がフラグをおられたら　今までこの初詣のお守りのお陰で何回も命拾いしたんだ、これ貸してやるよ　限定版 », sur Kōdansha (consulté le 23 juillet 2019)
10. 1 2  (ja) « 彼女がフラグをおられたら　世界の真理など、私一人で充分だ », sur Kōdansha (consulté le 23 juillet 2019)
11. 1 2  (ja) « 彼女がフラグをおられたら　この船旅が終わったら、私、お姫様になるの », sur Kōdansha (consulté le 23 juillet 2019)
12. 1 2  (ja) « 彼女がフラグをおられたら　こんな床が抜ける寮にはいられない、私は角部屋に帰らせて貰うからね！ », sur Kōdansha (consulté le 23 juillet 2019)
13. 1 2  (ja) « ＤＶＤ付き　彼女がフラグをおられたら　こんな床が抜ける寮にはいられない、私は角部屋に帰らせて貰うからね！　限定版 », sur Kōdansha (consulté le 23 juillet 2019)
14. 1 2  (ja) « 彼女がフラグをおられたら　大丈夫、この体育祭は安全だから、絶対ＭＶＰを取れるわよ », sur Kōdansha (consulté le 23 juillet 2019)
15. 1 2  (ja) « 彼女がフラグをおられたら　ここは修学旅行生に任せて、早く枕投げに行くのよ », sur Kōdansha (consulté le 23 juillet 2019)
16. 1 2  (ja) « 彼女がフラグをおられたら　ちがう水泳大会で出会えていたら、私達親友になれたかもね…… », sur Kōdansha (consulté le 23 juillet 2019)
17. 1 2  (ja) « 彼女がフラグをおられたら　少し疲れたわ…次の夏休みまで眠らせてもらうね… », sur Kōdansha (consulté le 23 juillet 2019)
18. 1 2  (ja) « 彼女がフラグをおられたら　冥土の土産よ、最期に卒業式のことを教えてあげるわ », sur Kōdansha (consulté le 23 juillet 2019)

Manga
Kanojo ga Flag o oraretara
1. 1 2  (ja) « 彼女がフラグをおられたら（１） », sur Kōdansha (consulté le 23 juillet 2019)
2. 1 2  (ja) « 彼女がフラグをおられたら（２） », sur Kōdansha (consulté le 23 juillet 2019)
3. 1 2  (ja) « 彼女がフラグをおられたら（３） », sur Kōdansha (consulté le 23 juillet 2019)
4. 1 2  (ja) « 彼女がフラグをおられたら（４） », sur Kōdansha (consulté le 23 juillet 2019)
5. 1 2  (ja) « 彼女がフラグをおられたら（５） », sur Kōdansha (consulté le 23 juillet 2019)
6. 1 2  (ja) « 彼女がフラグをおられたら（６） », sur Kōdansha (consulté le 23 juillet 2019)
7. 1 2  (ja) « 彼女がフラグをおられたら（７） », sur Kōdansha (consulté le 23 juillet 2019)
8. 1 2  (ja) « ＣＤ付き　彼女がフラグをおられたら（７）限定版 », sur Kōdansha (consulté le 23 juillet 2019)
9. 1 2  (ja) « 彼女がフラグをおられたら（８） », sur Kōdansha (consulté le 23 juillet 2019)
10. 1 2  (ja) « 彼女がフラグをおられたら（９） », sur Kōdansha (consulté le 23 juillet 2019)
11. 1 2  (ja) « 彼女がフラグをおられたら（１０） », sur Kōdansha (consulté le 23 juillet 2019)
12. 1 2  (ja) « 新しい彼女がフラグをおられたら（１） », sur Kōdansha (consulté le 23 juillet 2019)
13. 1 2  (ja) « 新しい彼女がフラグをおられたら（２） », sur Kōdansha (consulté le 23 juillet 2019)
14. 1 2  (ja) « 新しい彼女がフラグをおられたら（３） », sur Kōdansha (consulté le 23 juillet 2019)
15. 1 2  (ja) « 新しい彼女がフラグをおられたら（４）＜完＞ », sur Kōdansha (consulté le 23 juillet 2019)

Kanojo ga Flag o oraretara: Ō yūsha yo, Flag o tateteshimau to wa nanigoto da!?
1. 1 2  (ja) « 彼女がフラグをおられたら　おお勇者よ、フラグを立ててしまうとは何事だ！？ », sur Kōdansha (consulté le 23 juillet 2019)

Kanojo ga Flag o oraretara: Root Love
1. 1 2  (ja) « 彼女がフラグをおられたら～ルートラブ～（１） », sur Kōdansha (consulté le 23 juillet 2019)
2. 1 2  (ja) « 彼女がフラグをおられたら～ルートラブ～（２）＜完＞ », sur Kōdansha (consulté le 23 juillet 2019)